# Josip Riđanović
Josip Riđanović (ur. 28 listopada 1929 w Muo, zm. 24 sierpnia 2009 tamże) – chorwacki hydrolog, oceanograf i nauczyciel akademicki na Uniwersytecie w Zagrzebiu.

## Życiorys
Urodził się w miejscowości Muo nad Zatoką Kotorską w dzisiejszej Czarnogórze. Szkołę podstawową i gimnazjum ukończył w Kotorze. Na Uniwersytecie w Zagrzebiu ukończył geografię (1953). Doktoryzował się w 1963 roku dysertacją Orijen – prilog poznavanju reljefa primorskih krških planina, dwa lata później uzyskał docenturę. Specjalizował się w hydrogeografii, w szczególności Morza Adriatyckiego. W jego zainteresowaniach znajdowała się również geografia Ameryki Łacińskiej. Był stypendystą Fundacji im. Humboldta. W roku akademickim 1966/1967 praktykował na Uniwersytecie w Würzburgu w Republice Federalnej Niemiec. W 1972 roku został profesorem nadzwyczajnym Uniwersytetu w Zagrzebiu, a w 1978 roku uzyskał tytuł profesora zwyczajnego. Był autorem pierwszego chorwackiego podręcznika hydrografii. Działał na rzecz pielęgnowania chorwackiej kultury w rodzinnych okolicach nad Zatoką Kotorską.
Zmarł w rodzinnym Muo. Spoczął na Cmentarzu Mirogoj w Zagrzebiu.